# Distretto urbano di Kigoma-Ujiji
Il distretto urbano di  Kigoma è un  distretto della Tanzania situato nella regione di Kigoma. È suddiviso in 19 circoscrizioni (wards) e conta una popolazione di 232 388 abitanti (censimento 2022).

## Suddivisione amministrativa
Il distretto è diviso nelle seguenti circoscrizioni (wards), tra parentesi gli abitanti (censimento 2022):
1. Bangwe (16 848)
2. Buhanda (16 308)
3. Businde (3 865)
4. Buzebazeba (18 453)
5. Gungu (30 395)
6. Kagera (9 619)
7. Kasimbu (5 234)
8. Kasingirima (1 776)
9. Katubuka (19 981)
10. Kibirizi (36 661)
11. Kigoma (6 571)
12. Kipampa (8 943)
13. Kitongoni (5 219)
14. Machinjioni (5 163)
15. Majengo (3 981)
16. Mwanga Kaskazini (21 351)
17. Mwanga Kusini (14 021)
18. Rubuga (2 474)
19. Rusimbi (5 525)